# Takao Kawaguchi
Takao Kawaguchi (n. 13 aprilie 1950, Hiroshima, Japonia) este un judocan ce a reprezentat Japonia, medaliat olimpic. A participat la o ediție a Jocurilor Olimpice (1972) în care a câștigat o medalie de aur.

## Participări
Lista de mai jos prezintă principalele competiții la care a participat Takao Kawaguchi de-a lungul carierei.
- judo at the 1972 Summer Olympics – men's 63 kg[*]